# سوزان غريفين
سوزان غريفين (بالإنجليزية: Susan Griffin)‏ هي كاتبة سيناريو وكاتِبة وشاعرة أمريكية، ولدت في 26 يناير 1943 في لوس أنجلوس في الولايات المتحدة.

## وصلات خارجية
- الموقع الرسمي
- سوزان غريفين على موقع ميوزك برينز (الإنجليزية)